# Маїраго
Маїраго, Маїраґо (італ. Mairago) — муніципалітет в Італії, у регіоні Ломбардія,  провінція Лоді.
Маїраго розташоване на відстані близько 450 км на північний захід від Рима, 36 км на південний схід від Мілана, 7 км на схід від Лоді.
Населення — 1408 осіб (2014).

## Демографія
Населення за роками:

Станом на 1 січня 2023 року в муніципалітеті офіційно проживав 101 іноземець з 22 країн, серед них 55 громадян країн Євросоюзу та 3 громадяни України.

## Сусідні муніципалітети
- Брембіо
- Кавенаго-д'Адда
- Оссаго-Лодіджано
- Секуньяго
- Турано-Лодіджано